# Aéroport de Hostomel
Pour les articles homonymes, voir GML.
L'aéroport de Hostomel (en ukrainien : Аеропорт « Гостомель »), aussi appelé l'aéroport de Gostomel,, (en russe : Аэропорт « Гостомель » (code IATA : GML • code OACI : UKKM)) est un aéroport international réservé au fret, situé près de la ville d'Hostomel, dans l'oblast de Kiev, en Ukraine.
Il est également surnommé « aéroport Antonov » (en ukrainien : Аеропорт « Антонов », en russe : Аэропорт « Антонов »), du nom de la compagnie Antonov dont il est la base opérationnelle. Il fut le point d'attache de l'unique Antonov An-225, et sert pour les essais de la compagnie Antonov.

## Bataille de Hostomel
Lors de l'invasion de l'Ukraine par la Russie en 2022, du fait de sa proximité avec Kiev qui lui confère un intérêt géostratégique, l'aéroport subit une attaque par hélicoptères en fin de matinée le 24 février, le lendemain, la 45e brigade Spetsnaz russe s’empare de l'aéroport.
Dans la nuit du 24 au 25 février l'aviation russe détruit l'Antonov An-225 Mriya, le plus gros avion du monde, en stationnement sur l'aéroport Antonov,,

### Galerie d'images

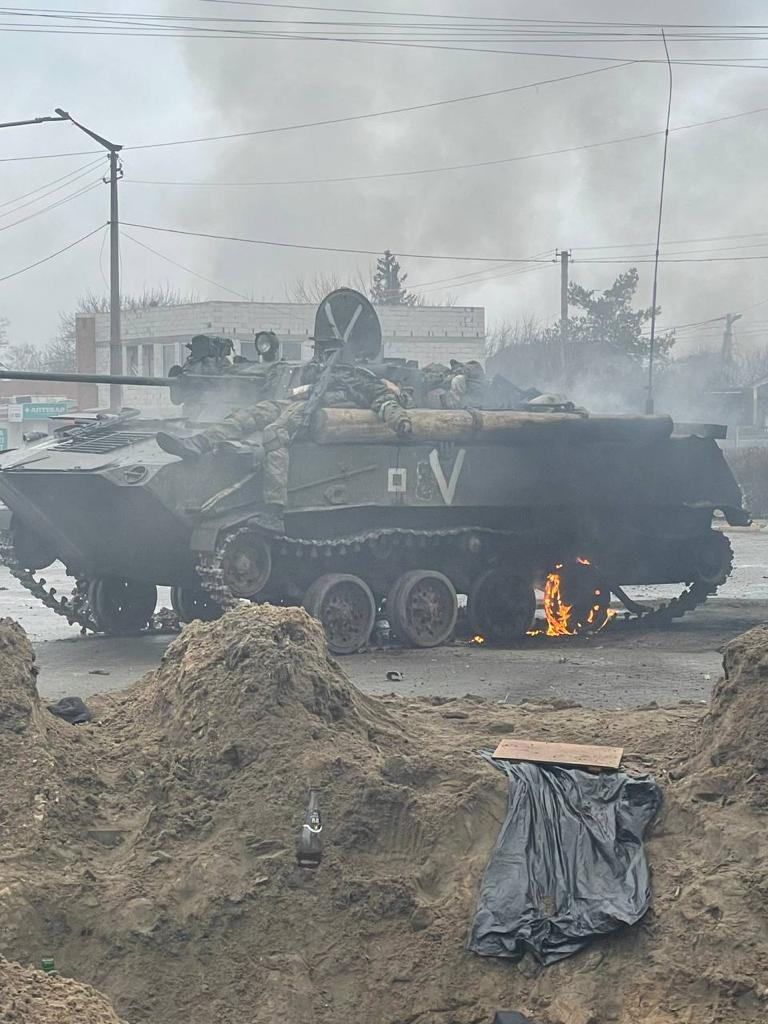
véhicule de combat russe BMD-2,
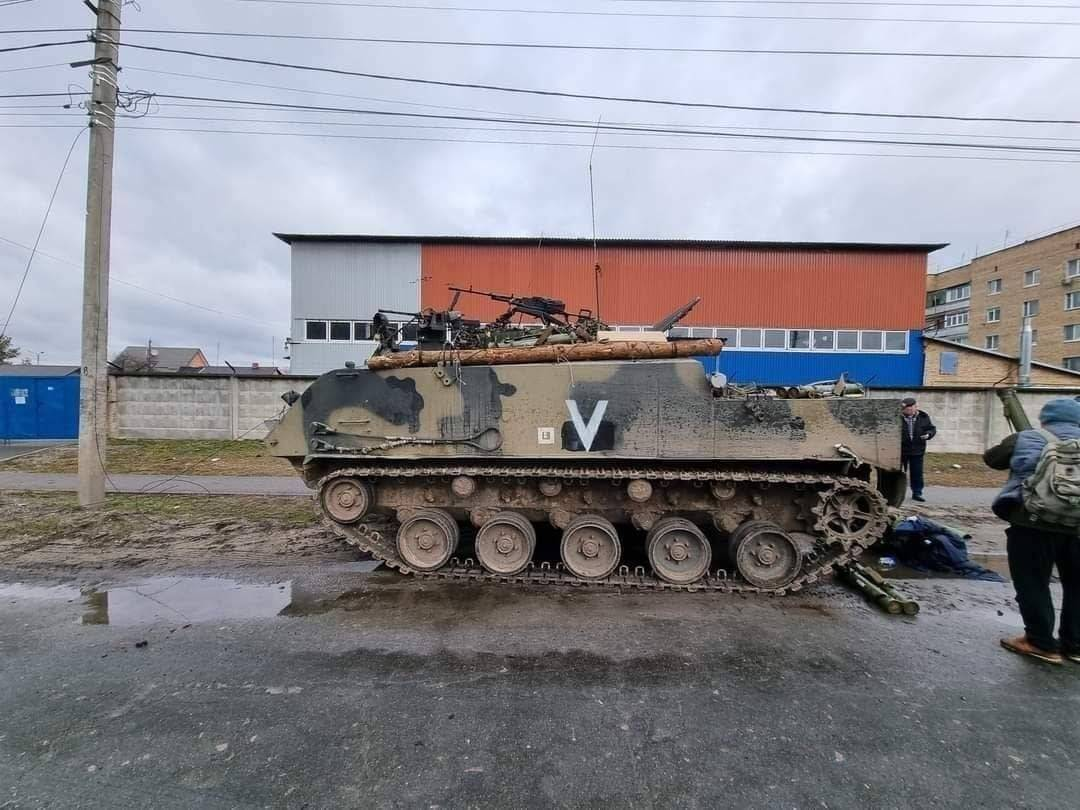
véhicule blindé russe BTR-MD,
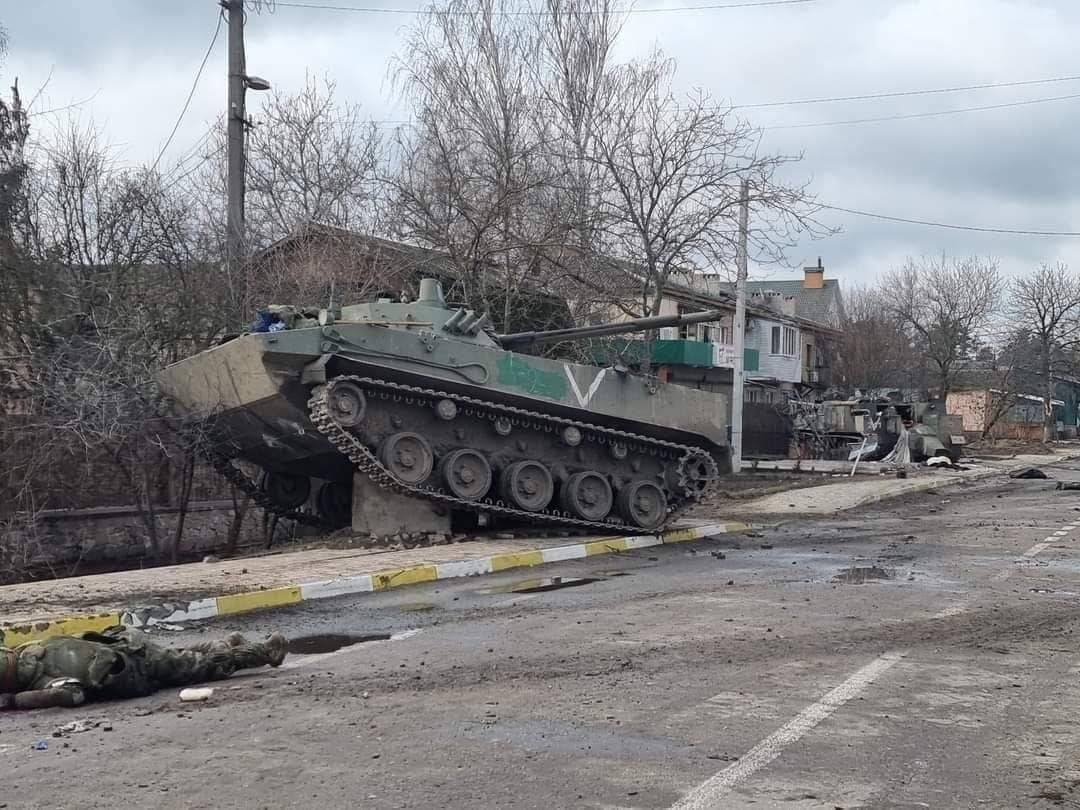
véhicule de combat BMD-4M russe coincé lors de l'affrontement,
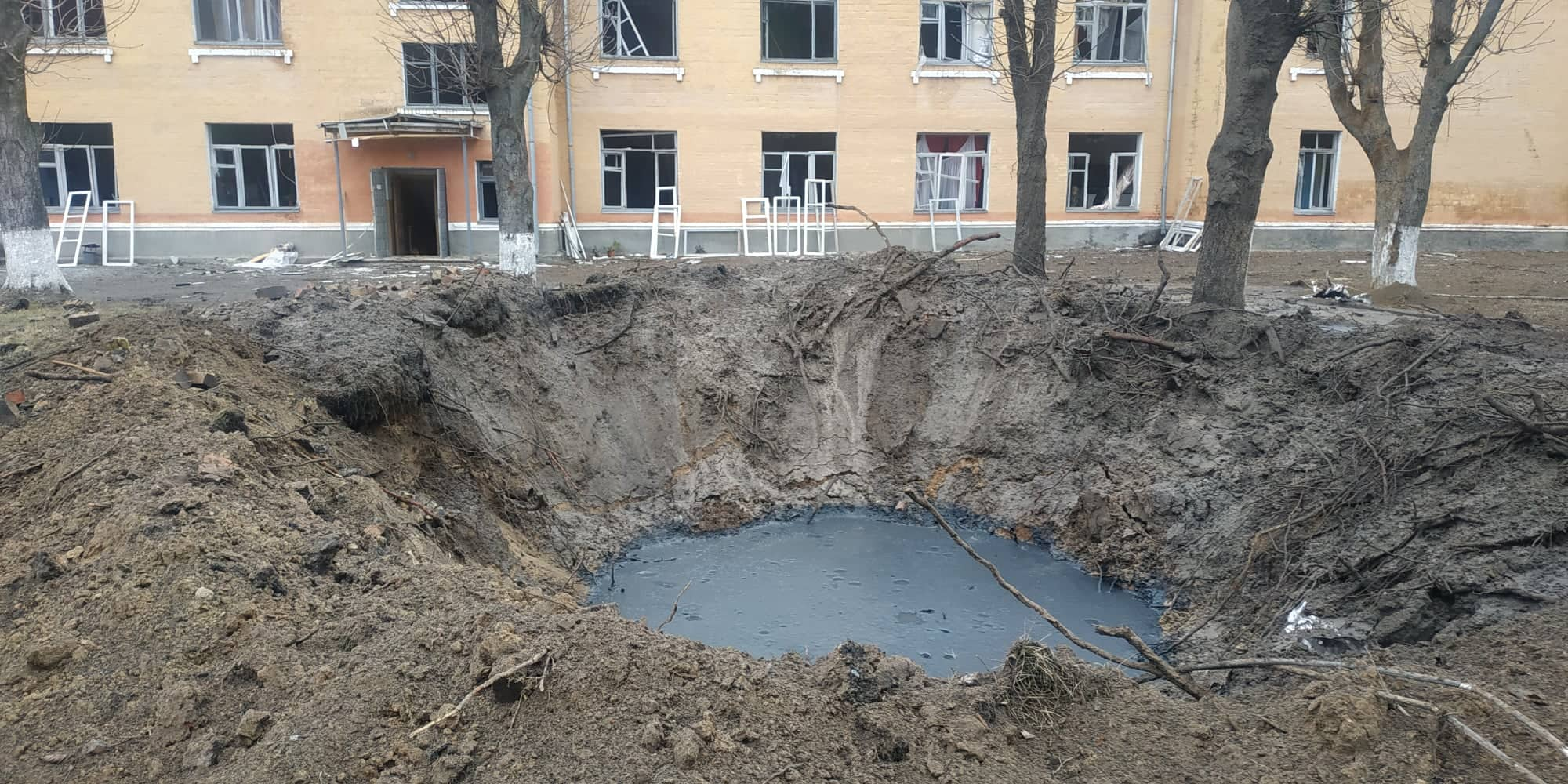
cratère devant un dortoir, près de l'aéroport.

## Note
1. ↑  Suivant les règles de romanisation en russe.
2. ↑  Philippe Chapleau, « Guerre en Ukraine. Les hélicoptères russes donnent l'assaut aux portes de Kiev » , sur ouest-france.fr, 24 février 2022 (consulté le 6 avril 2023).
3. ↑  « Aux portes de Kiev, les forces russes tombent du ciel et prennent un aéroport militaire » , sur lepoint.fr, 24 février 2022 (consulté le 6 avril 2023).
4. ↑  Le Soir, « Guerre en Ukraine: les Russes prennent le contrôle d’un aéroport près de Kiev après d’intenses combats (vidéo) », Le Soir,‎ 24 février 2022 (lire en ligne , consulté le 13 novembre 2023).
5. ↑  Vidéo Hostomel : les images de la bataille qui a fait échouer la guerre éclair de Poutine en Ukraine
6. ↑  L'Ukraine confirme la destruction par la Russie de l'Antonov An-225, le plus gros avion du monde
7. ↑  Les forces russes détruisent l'Antonov-225, l'avion le plus grand du monde, plus gros que l'Airbus A380
8. ↑  L'Antonov An-225 Mriya en feu dans son hangar en Ukraine (confirmation officielle)